# Proteza wokaliczna
Proteza wokaliczna, samogłoska protetyczna – występująca przed rdzeniem wyrazu samogłoska, która nie stanowi przy tym przedrostka; forma protezy. W językach indoeuropejskich proteza wokaliczna charakterystyczna jest dla języka greckiego, a także albańskiego i armeńskiego, przypuszcza się jednak, że w pewnych grupach wyrazów wytworzyła się także w języku praindoeuropejskim. Wtórnie proteza wokaliczna wystąpiła w języku greckim okresu cesarstwa oraz (niezależnie) w łacinie poklasycznej i językach romańskich (por. łac. schola i fr. école, a także wł. specchio i in ispecchio). Poza językami indoeuropejskimi zjawisko to występuje np. w języku tureckim (por. Smyrna i tur. İzmir)

## Proteza wokaliczna w języku greckim

### Występowanie
W języku greckim proteza wokaliczna jest zjawiskiem fakultatywnym, tj. w tych samych warunkach niekiedy występuje, niekiedy nie. Występują także formy oboczne z protezą lub bez niej (np. λάχεια i ἐλάχεια, por. łac. levis). Charakterystyczne są kontrasty między słowami greckimi z samogłoską protetyczną a ich odpowiednikami bez niej w innych językach indoeuropejskich, np. łacińskim.
Jako samogłoski protetyczne występują w języku greckim ε, α, i ο przed spółgłoskami płynnymi ρ i λ oraz spółgłoskami nosowymi μ i ν (np. ἐρυθρός - czerwony, por. łac. ruber; ὄνομα - imię, por. łac. nomen). Przed grupami spółgłosek proteza wokaliczna jest rzadsza, jako proteza wokaliczna  występuje wtedy samogłoska ι (np. w słowie ἰχθύς - ryba). Rzadka jest również proteza wokaliczna przed spółgłoskami zwartymi (np. ἀστήρ - gwiazda, por. łac. stella)  i spirantem Ϝ (np ὀδούς - ząb, por. łac. dens).

### Geneza
Geneza protezy wokalicznej w języku greckim nie jest całkiem jasna. Dla protezy wokalicznej przed spółgłoskami płynnymi i nosowymi tłumaczyć ją można różnymi wartościami fonetycznymi tych spółgłosek w języku praindoeuropejskim: praindoeuropejskie spółgłoski emfatyczne l, r, m i n greka miałaby kontynuować jako spółgłoski poprzedzone elementem wokalicznym, zaś nieemfatyczne l, r, m i n jako spółgłoski i sonanty. Powstanie protezy wokalicznej w niektórych innych wyrazach tłumaczy teoria quasi-sonantu laryngalnego szwa. Ponadto występowanie protezy wokalicznej wyjaśniać można tendencją do eufonizacji języka - samogłoska protetyczna miała ułatwiać wymowę i nadawać jej melodyjny charakter.